# Турецко-курдский конфликт
Туре́цко-ку́рдский конфли́кт (тур. Türk-Kürt çatışması, курд. Serhildan «Восстание») — вооружённый этнополитический конфликт между правительством Турции и курдским национально-освободительным движением, ведущим борьбу за политические права турецких курдов и за создание национальной-территориальной автономии в составе Турции или же независимого курдского государства на территории исторического Курдистана. Продолжается с 6 марта 1921 года до настоящего времени.
На начало XXI века курды остаются крупнейшим из народов без собственной государственности. Севрский мирный договор между Турцией и Антантой (1920) предусматривал создание независимого Курдистана на территории современной юго-восточной Турции и северного Ирака со столицей в Диярбакыре. Однако он был аннулирован подписанием Лозаннского договора 1923 года, в котором курды даже не упоминались. Курды были разделены на четыре государства, став из этнического большинства исторической области Курдистан нацменьшинством сразу в нескольких странах.
Курдский вопрос возник в первой половине XIX века из-за попыток лишить народ, сильно привязанный к своим собственным традициям, их культурной и племенной автономии. С другой стороны, возникают сомнения, что создание автономии сможет способствовать практическому решению проблемы курдов. Западные правозащитники неоднократно заявляли, что Турция, согласно Конвенции ООН о геноциде, инициировала программу геноцида против курдов с целью их ассимиляции. Использование курдского языка, культуры, одежды, фольклора и топонимов были запрещены, а населённые курдами провинции остались под военным положением до 1946 года. Курдские издания, созданные на протяжении 1960-х и 1970-х годов, закрывались. Правительство отрицало существование курдов. С 1980 года курдский язык подвергся вновь официальному запрету. Слова «курды» и «Курдистан» были официально запрещены. Преследования, массовые убийства и серии депортаций курдов послужили созданию в 1978 году Рабочей партии Курдистана (в попытке установить национальные права для курдского меньшинства). Вооружённый конфликт между правительством Турции и формированиями РПК продолжается с 1984 года до настоящего времени. Турецкое правительство занималось насильственным перемещением лиц и сжиганием лесов Курдистана. Согласно проекту Гуманитарного права, турецкими властями было уничтожено от 2400 до 4000 курдских деревень и казнено 18 тыс. курдов. По состоянию на 2020-е годы, Турция не признает де-юре ни курдов как этническую группу, ни сам курдский язык. Турция часто рассматривает спрос на образование на курдском языке как поддержку деятельности РПК.
С августа 1984 по август 1988 гг. курдскими партизанами было проведено 1100 боев с турецкими военными. Партизанам удавалось удерживать до 50-ти небольших городов. В июле 1987 года в десяти провинциях, где проживают преимущественно курды, был объявлен режим чрезвычайного положения, который полностью сняли только в 2002 году. К августу 1987 года, от действий РПК погибло 3900 солдат офицеров и солдат турецкой армии. Против курдов использовалось две турецких армии. РПК стала наиболее поддерживаемой политической партией курдами по всему миру.
1 марта 2025 года РПК заявила о прекращении вооруженной борьбы против Турции. Перед этим, 27 февраля 2025 года, находящийся в тюрьме лидер РПК Абдулла Оджалан  заявил, что берет на себя «историческую ответственность» за призыв сложить оружие. Он сказал, что все вооруженные группы должны сложить оружие, а РПК должна самораспуститься, и призвал РПК созвать съезд, чтобы принять решение об интеграции с государством и обществом. В марте власти Турции пригрозили РПК продолжить борьбу, если та окончательно не сложит оружие и не объявит о самороспуске. 12 мая 2025 года Рабочая партия Курдистана объявила о самороспуске и прекращении вооружённой борьбы.

## Предыстория конфликта
Османы впервые вступили в контакт с курдами при правлении Селима I, когда после битве при Чылдыране в 1514 году бо́льшая часть курдских государств попала под влияние османов. Первое взаимодействие курдов и осман было позитивным и курдские силы во главе с Идрисом Битлиси сыграли большую роль в отвоевании Диярбакыра и других частей нынешнего Турецкого Курдистана у Сефевидской Персии. После того, как Османская империя получила контроль над курдскими землями, девятый султан Селим I наградил курдов налоговыми и военными льготами, а также полуавтономным статусом, который защищался и признавался османами. Курдская знать контролировала значительную часть Османской империи и была де-факто независима от Константинополя, столицы Оттоманской империи. Как упоминали российские авторы, данная система напоминала не подданство курдов над османами, а скорее фактический союз династии Османов и курдов.
В середине XIX века османо-курдские отношения значительно ухудшились из-за реформ Махмуда II, проложивших путь идеологии турецкого национализма. Этими реформами султан предпринял попытки централизовать Османскую империю, что ослабило автономное курдское правление и вмешалось в курдскую племенную систему. Именно на этот раз курдские племена сопротивлялись реформам и вступили в войну с османами. До середины XIX века существовало большое количество курдских автономных государств, которых османы ликвидировали в период в 1830—1850-е гг..
После Младотурецкой революции 1908 года случился новый подъём национального движения в Курдистане. Приобретает популярность националистическое общество «Возрождение и прогресс Курдистана», главой которого был вернувшийся из ссылки шейх Абдель-Кадер — сын Убайдуллы, поднявшего восстание против Каджарского Ирана в 1880-е гг. Вслед затем возникает «Лига Курдистана», ставившая своей целью создать «Курдистан бейлик» (курдское княжество) то ли в составе Турции, то ли под протекторатом России или Англии — в этом отношении были разногласия.

### Ранние курдские восстания

#### Бабанское восстание (1806—1818)
XIX век в Курдистане отмечен рядом крупных восстаний эмиров Бабана против власти Османской империи. С 1806 по 1818 год вспыхнуло курдское восстание в Сулеймании (современный северо-восток Ирака) под предводительством Абдурахмана-паши.

#### Соранское восстание (1818—1836)
В 1818 году Мир Мухаммед Равандузи провозгласил себя независимым правителем Сорана (современный северо-западный Ирак). Расширяя пределы своего государства, Мир Мухаммед мирным путём овладел городом Харир, а в 1823 году он взял Кёй-Санджак. Продвигаясь на запад, он захватил Эрбиль. В результате военной кампании 1833 года он контролировал уже бо́льшую часть современной территории северного Ирака (Соран, Бахдинан, окрестности Мосула) и вплотную приблизился к рубежам Бохтана. Он предложил эмиру Бохтана заключить союзный антиосманский договор, но тот, сам претендуя на господство в пределах Курдистана, отклонил это предложение. В 1834 году османский султан Махмуд II, у которого после заключения в предыдущем году мира с Мухаммедом Али Египетским руки были развязаны, направил против курдского эмира 40-тысячную армию во главе со своим лучшим полководцем Рашидом Мехмед-пашой. Летом армия Рашида Мехмед-паши начала наступление на Соран и подошла было к Равандузу, но наступившая зима заставила её отступить. В 1836 году Рашид Мехмед-паша предпринял новый поход на Соран. В конце августа турецкая армия окружила Равандуз. Поскольку войскам эмира не хватало воды и продовольствия, он решил сдаться на предложенных ему почётных условиях. Однако турки не сдержали слова. Пленный Мир Мухаммед был отправлен в Стамбул и вскоре убит там по приказу Махмуда II. Эмират Соран был ликвидирован, его территория перешла под прямое управление османских властей. В течение всей осени османские войска занимались утверждением своей власти в пределах бывшего эмирата, убив при этом 10 тыс. курдов. Но велики были и потери в турецкой армии, причём к потерям в боях добавились и потери от вспыхнувшей эпидемии холеры. От холеры в январе 1837 года умер в Диярбакыре и сам Рашид Мехмед-паша.

#### Бабанское восстание (1844—1850)
В 1844 году в курдском эмирате Бабан поднял восстание Ахмед-паша. Восстание продолжалось в течение 3 лет, но потерпело поражение от коалиции османских сил и курдских племён. В 1847 году багдадский правитель Неджиб-паша разбил Ахмеда-пашу в битве недалеко от Кёй-Санджака. После этого область Шахрезур была присоединена к Османской империи. После боёв с турками за независимость Курдистана последний принц Абдаллах-паша оставил в 1850 году Сулейманию и эмират Бабан прекратил свое существование.

#### Бохтанское восстание (1840—1847)
Масштабная попытка создания независимого курдского государства была предпринята в 1840-х годах Бедирхан-беком, эмиром области Бохтан (со столицей Джезире). В 1842 году он начал чеканить монету от собственного лица и совершенно перестал признавать власть султана. Однако летом 1847 г. Бохтан был занят османскими войсками, эмират ликвидирован, а сам Бедирхан-бек взят в плен и сослан в Сирию.

#### Эзданширское восстание (1854—1855)
Новую попытку создать независимый Курдистан предпринял племянник Бедирхана — Езданшир. Он поднял восстание в конце 1854 г., воспользовавшись Крымской войной; вскоре он сумел взять Битлис, а за ним и Мосул. После этого Езданшир начал готовить наступление на Эрзурум и Ван. Однако попытка соединиться с русскими не удалась: все его гонцы к генералу М. Н. Муравьеву были перехвачены, а сам Езданшир был заманен на встречу с турецкими представителями, схвачен и отправлен в Стамбул (март 1855 г.).

#### Шекифтское восстание (1890—1900)
Шекифтское восстание происходило в 1890—1900-х гг. против армян и турок в вилайете Ван. Османские солдаты были отправлены защищать армянские и ассирийские деревни от воинственных курдских племён. Османы использовали артиллерию для бомбардировки укреплённых деревень набегающих племён.
В 1900 году правительство одержало победу, когда регулярные войска захватили Шерифа — лидера рода Шекифт племени Шикаки, давней чумы как для турок, так и для армян.

#### Битлисское восстание (1907)
Восстание местных курдских жителей против губернатора Битлиса после землетрясения в марте 1907 года. Оно началось 22 июня 1907 года и длилось 38 дней, прежде чем был подавлен османскими силами 30 июля.

#### Битлисское восстание (1914)
В марте 1914 года в Битлисе курды снова подняли восстание. Оно происходило одновременно с восстанием племени барзани в вилайете Мосул. Лидером восстания был Мулла Селим. В Апреле 1914 восстание было подавлено османами.

#### Курдское восстание 1916—1918
С 1916 года началось национально-освободительное движение курдов в Османской империи во время Первой мировой войны. Турки начали массовую депортацию курдов из различных городов Курдистана. Курды надеялись, что державы Антанты помогут им в создании независимого Курдистана, если они будут сражаться против Оттоманской империи. Действительно, Великобритания и Россия пообещали поддержать независимость курдов, чтобы поощрить сопротивление, однако на деле их поддержка была крайне ограниченной. Курдам пришлось оказывать одновременно сопротивление и османам, и армянам, и ассирийцам. Это восстание против осман закончилось победой курдов и привело к созданию Королевства Курдистан. Поражение Османской империи в Первую мировую войну, казалось, открыло перед курдами новые перспективы. На Версальской конференции курдов представлял генерал Шериф-паша. Согласно Севрскому мирному договору 1920 года, предполагалось немедленное провозглашение Курдистана автономным с последующим (в течение года) предоставлением ему независимости, если курды выразят такое желание.

## История конфликта

Вооруженные курдские повстанцы на фотографии 1911 года

Несмотря на то, что курдское восстание во время Первой мировой войны было успешным и права курдов на государственность были обговорены на Парижской мирной конференции (1919), где присутствовали курдские делегаты, а также закреплены в Версале и Севрском мирном договоре, права курдов были аннулировали после подписания Лозаннского мирного договора (1923), в котором курды даже не упоминались.
В 1920—1930-е годы курды 15 раз безуспешно восставали против турецких властей. Причиной было то, что турецкие курды подвергались гонениям: использование курдского языка было запрещено, а сама курдская национальность Турцией не признавалась (официальные власти Анкары называли курдов «горными турками»). Восстания подавлялись жестоко и сопровождались массовыми убийствами мирных жителей со стороны турецкого правительства. Наиболее жестоко была подавлена Дерсимская резня, в ходе которой было убито до 70 тысяч гражданского населения, женщинам спаривали животы, дабы они не оставили после себя потомства, а оставшиеся курды были сосланы в западные районы Турции с целью ассимиляции внутри турецкого большинства.
| №  | Название восстания                                           | Результат                                                                 | Метод подавления       |
| -- | ------------------------------------------------------------ | ------------------------------------------------------------------------- | ---------------------- |
| 01 | 12 небольших вооруженных восстаний (1920-1930-е)             | Подавлены                                                                 | Репрессии и депортации |
| 02 | Кочгирское восстание (1921)                                  | Подавлено                                                                 | Репрессии и депортации |
| 03 | Бейтуссабабское восстание (1924)                             | Подавлено                                                                 | Репрессии и депортации |
| 04 | Восстание Шейха Саида (1925)                                 | Создание Королевства Курдистан, ликвидировано через 3 месяца              | Резня                  |
| 05 | Араратское восстание                                         | Создание Араратской Курдской Республики, ликвидирована через четыре года. | Резня                  |
| 06 | Дерсимское восстание                                         | Подавлено                                                                 | Геноцид                |
| 07 | Конфликт между Турцией и Рабочей партией Курдистана (с 1984) | Продолжается                                                              | Государственный террор |

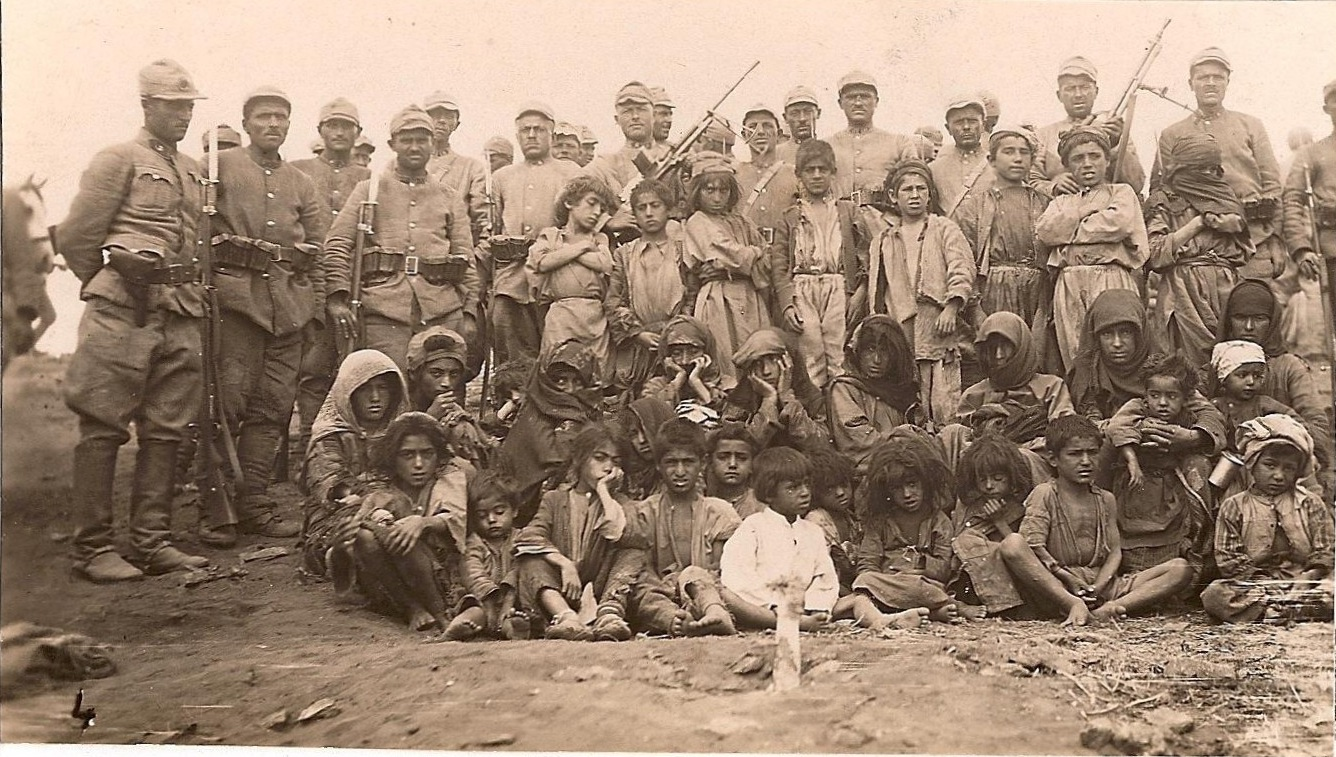
Турецкие солдаты захватили местных курдских женщин и детей (фотография перед казнью, 1938 г.)

Согласно Проекту гуманитарного права, турецким правительством было уничтожено 2 400 курдских деревень и казнено 18 тыс. курдов. По другим оценкам, число разрушенных курдских деревень превышает четыре тысячи. В общей сложности до 3 миллионов курдов были перемещены. Во время Первой мировой войны в ходе депортаций погибло 350 тыс. курдского населения. Курдское население Турции также подвергались массовым убийствам со стороны правительства.
Продолжение политики Анкары привело к тому, что в 1961 году началось курдское восстание в Ираке, с перерывами продолжавшееся несколько десятилетий. Рост курдского национализма повлёк возникновение в 1978 году Рабочей партии Курдистана (РПК) — военно-политической организации турецких курдов. После 1980 года руководство РПК покинуло Турцию, сосредоточившись на организации лагерей подготовки военных формирований в Сирии и Ливане. В 1984 году руководители РПК вернулись в Турецкий Курдистан, провозгласив начало вооружённой борьбы. На её первоначальном этапе (1984—1993) РПК ставила своей целью создание суверенного государства курдов в Турции, однако с 1993 года сменило курс на создание курдской автономии в составе Турции.
15 августа 1984 года РПК начала партизанскую войну в восточных и юго-восточных провинциях Турции. Для борьбы с партизанами была привлечена регулярная турецкая армия, в 1987 году в этом регионе было введено чрезвычайное положение. С курдской стороны борьбу вела созданная в 1986 году на основе «Освободительных частей Курдистана» Народно-освободительная армия Курдистана (НОАК; впоследствии заменена на Народные силы обороны), а роль её внешнеполитического крыла играет созданный в 1985 году Фронт национального освобождения Курдистана (ФНОК). Боевые действия ведутся курдами группами численностью в 10-30 бойцов, для проведения крупных операций они могут объединяться в отряды до 200-300 человек. Длительному характеру войны способствует сложный горный рельеф, значительные площади лесов, суровый климат (всё это существенно затрудняет или делает невозможным применение тяжёлой техники и авиации), географическое положение Курдистана на стыке Турции, Сирии, Ирака и Ирана, невозможность обеспечения охраны границ и организация курдами тыловой инфраструктуры и баз подготовки на территории сопредельных государств, умелая игра курдского руководства на межгосударственных противоречиях в регионе и организация внешнеполитической поддержки, финансирования и информационного обеспечения формирования благоприятного для курдов общественного мнения в Европе и Америке. Для финансирования деятельности НОАК руководство ФНОК наряду с легальными источниками не брезговало обложением «данью на борьбу» курдских иммигрантов-бизнесменов и даже установлением криминального контроля над наркотрафиком и иными доходами от незаконной деятельности.
В самом Курдистане курдские партизаны практикуют силовые акции против турецкой армии и любых силовых структур (засады, налёты, диверсии на коммуникациях, убийства, саботаж), вывод из строя объектов инфраструктуры, выявление и уничтожение местных «коллаборационистов». В разное время проводились террористические кампании против турецкого туристического бизнеса (сеть терактов на турецких курортах в начале 1990-х годов, вплоть до убийства иностранных туристов), против турецких учителей местных школ как «агентов влияния Анкары на детей» (с 1984 по 1994 годы по официальным данным убито 128 учителей и сожжено 192 школы). Затем НОАК отказалось от этих методов, как подрывающих имидж курдов-борцов за свободу.

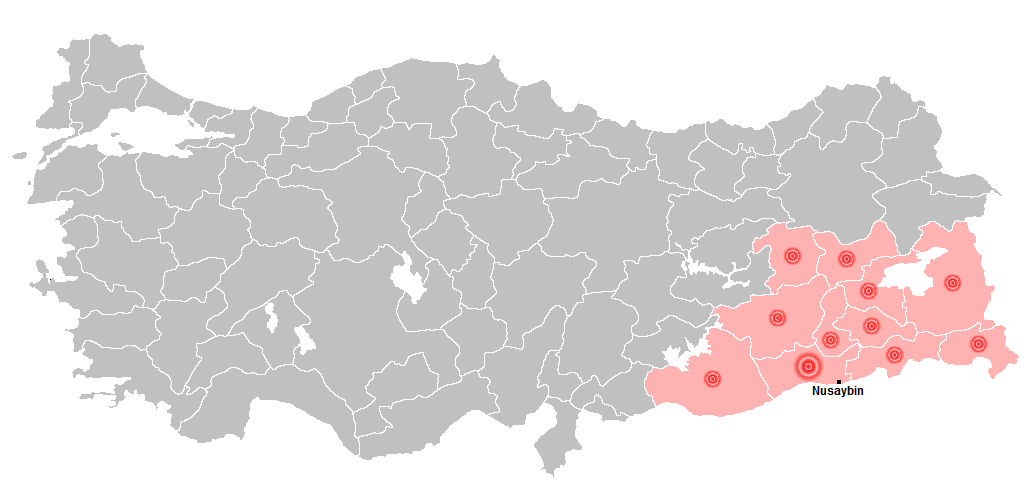
Курдские беспорядки 1990 года в поддержку Рабочей партии Курдистана

Основные курдские базы располагались на севере Ирака. Ещё при режиме Саддама Хуссейна в Ираке по соглашению между правительствами двух стран турецкие силы безопасности получили право вторгаться на территорию Ирака на глубину не более 15 километров, преследуя курдские партизанские отряды. Известны крупные вторжения турецких войск в Иракский Курдистан в мае-июне 1983 года, октябре 1984-го и воздушно-наземная операция в августе-сентябре 1986 года, сопровождавшаяся большими человеческими жертвами.

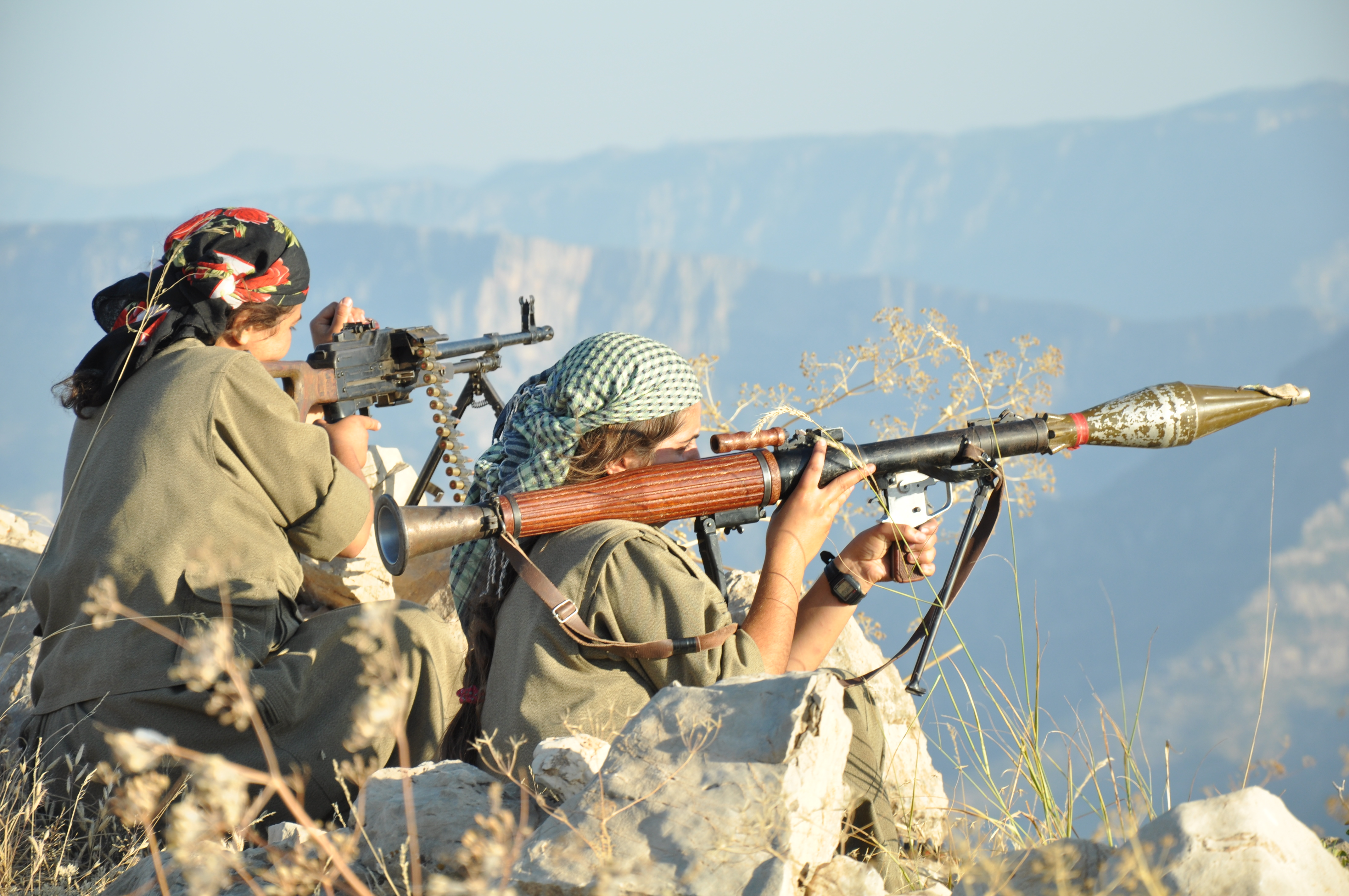
Женщины из курдского отряда с РПГ-7

Рост курдской партизанской борьбы вызвал ответную реакцию властей Турции. На территории Курдистана находится около четверти Сухопутных войск Турции (2-я и 3-я полевые армии), большие группировки ВВС, жандармерии, пограничных войск, войск специального назначения. В течение 1990-х годов Турция провела целый ряд военных операций в Ираке, наиболее крупные из которых — в 1996-м и 1998 годах (операция «Мурат»). Наряду с военным противостоянием широко используются и другие формы противопартизанской борьбы, например создание вооружённой антикурдской самообороны из числа населения лояльных властям населённых пунктов под контролем силовых структур (так называемые «сельские стражи», их численность одно время достигала 60 тысяч человек), создание «зон безопасности», принудительное выселение местного населения из Курдистана некомпактно в другие регионы Турции под жёсткий контроль местных властей и т. д.
Серьёзное изменение ситуации в конфликте произошло после 1991 года. Воспользовавшись ослаблением режима С. Хуссейна после его поражения в Войне в Персидском заливе и введением США с их союзниками «беспилотных зон», иракские курды начали всеобщее восстание и взяли под фактический контроль огромные территории на севере Ирака. Турция отреагировала немедленно, проведя летом и осенью 1991 года серию крупных войсковых операций и массированных авиационных ракетно-бомбовых ударов по курдским лагерям на севере Ирака. Турецкие войска там стали находиться на постоянное основе, даже не получая согласие иракского правительства. Тем самым Турция пыталась сорвать попытку РНК взять под свой контроль весь Иракский Курдистан. При этом преследовались и политические цели: настроить иракских курдов против присутствия турецких курдов на их территории и ликвидировать инфраструктуру НОАК в Ираке силами местных курдов. В значительной мере это удалось: в 1992 году отряды Джаляля Талабани начали вооружённую борьбу против баз РПК и поддерживавших их отрядов Масуда Барзани. Вспыхнувшая в итоге гражданская война в Южном Курдистане позволила турецким властям усилить блокаду Турецкого Курдистана и добиться там определённых успехов. Другим успехом Турции стал союз с Масудом Барзани, вступившим в вооружённую борьбу против РНК в северном Ираке в 1992 году и причинившим ей тяжелые потери. В условиях хаоса в Иракском Курдистане вторжения войск Турции в этот регион стали регулярными, невзирая на недовольство США.
Крупнейшим успехом Турции в борьбе против РПК стал захват спецслужбами лидера этой организации Абдуллы Оджалана в Кении 15 февраля 1999 года. Незадолго до своего захвата (1 сентября 1998 года) Абдулла Оджалан призвал РПК объявить перемирие, а после захвата — стянуть все боевые силы на север Ирака. С этого момента партизанская борьба РПК пошла на спад. В августе 1999 года РПК заявила о выводе своих вооружённых формирований из Турецкого Курдистана. Среди руководства РПК усилились позиции сторонников мирных переговоров и поиска политических путей решения с официальной Анкарой. Казалось, многолетняя война близится к завершению.
Нестабильность в регионе побуждало курдов мигрировать с родных земель. По оценкам, больше трети курдов Турции проживают на западе страны. В 2008 году Управление статистики Турции сообщило, что численность курдов в Стамбуле, которые поселились в городе за последние 50 лет, составляет 3 358 000 человек.

### XXI век
В начале 2000-х боевые действия на юго-востоке Турции практически прекратились. Однако в 2005—2006 годах курдское сопротивление усилилось и курдские партизаны вновь активизировались. Как и ранее, они действовали с уцелевших или восстановленных ими баз на севере Ирака, но теперь к ним прибавились объекты на территории Сирии, где под контроль курдов перешли значительные районы в ходе гражданской войны и им достались значительные запасы вооружения. Нередко такие операции показывали высокую эффективность. Например 20 октября 2007 года курдские бойцы в ходе двух атак убили 14 и ранили 19 турок.
В феврале 2008 года турецкая армия провела самую крупную операцию против этих баз за последнее десятилетие.
К 2008 году число погибших в боевых действиях с 1984 года оценивалось примерно в 40 тысяч человек.
В августе 2011 года турецкая армия произвела серию безуспешных воздушных рейдов на территорию Иракского Курдистана.
13 сентября 2011 года министр внутренних дел Турции Идрис Наим Шахин заявил о намерении ввести турецкие войска на территорию Иракского Курдистана.
10 октября 2011 года в результате авиаудара по одной из баз РПК в Иракском Курдистане погибли 14 курдских партизан, среди них представители руководства РПК.
19 октября 2011 года в районе Чукурджа провинции Хаккяри курдские партизаны нанесли удар по 19 военным объектам, дислоцированным в районе, в результате чего, согласно официальному заявлению главы Генштаба Турции, потери турецкой армии составили 26 солдат. По данным близкого к РПК информационного агентства Фират, турецкая сторона потеряла 87 солдат убитыми и ещё около 60 ранеными, курдская сторона — 7 партизан убитыми.
21—23 октября 2011 года в результате продолжительных авиаударов по предполагаемым местам нахождения курдских партизан в районе Чукурджа погибли 36 курдских партизан. Курдская сторона и оставшиеся в живых очевидцы происшествия заявляют о применении химического оружия против курдских партизан. Турецкое военное командование опровергает обвинение. Ведётся расследование с участием немецких независимых экспертов.

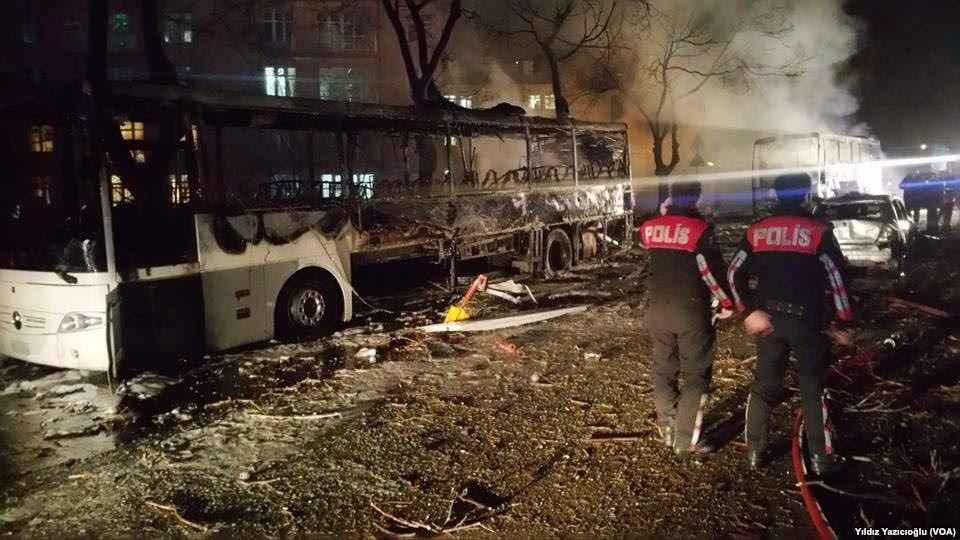
Последствия теракта в Анкаре в феврале 2016 года

25 июля 2015 года Рабочая партия Курдистана заявила о невозможности дальнейшего перемирия с Турцией. Это стало результатом бомбардировок турецкими ВВС территории Ирака, затронувших как территории, контролируемые Исламским государством, так и позиции курдов. Перемирие действовало с 2013 года в связи с необходимостью совместных действий против Исламского государства. Последовавшее затем вторжение турецких войск на север Ирака продолжается до сих пор.
21 декабря 2015 года началась широкомасштабная силовая операция против боевиков РПК в городах Джизре и Силопи. Она проводилась при участии почти 10 тыс. турецких полицейских и военных при поддержке танков. Повстанцы РПК блокировали въезды в ряд районов уезда Джизре, возвели баррикады и вырыли рвы. Также члены РПК оборудовали огневые точки в жилых домах для отражения попыток штурма. Танки, дислоцированные на холмах, окружающих район Джизре, обстреляли цели РПК, расположенные в пределах города. Одновременно военный конвой из 30 бронированных машин штурмовал один из районов. 19 января было объявлено о завершении антитеррористической операции в городе Силопи. 1 февраля 2016 года Верховный комиссар ООН по правам человека Зейд Раад аль-Хуссейн выразил серьёзную озабоченность сообщениями об обстреле из танков в городе Джизра группы мирных граждан, которые с белыми флагами везли тела погибших, и призвал власти Турции провести тщательное расследование. Операция в уезде Джизре завершилась 11 февраля 2016 года.
20 января 2018 года Вооружённые силы Турции предприняли новую военную операцию — в городе Африн в Сирии под названием «Оливковая ветвь». Целью данной операции считается ликвидация курдских повстанческих групп Демократический союз (PYD) и Отряды народной Самообороны (YPG), которые были дислоцированы на территориях Северной Сирии и располагались близко к юго-восточным границам Турции, которые были преимущественно населенны курдами. По официальным заявлениям правительства Турции, перечисленные повстанческие группировки являются левыми крылами Рабочей партии Курдистана и ведут подрывную деятельность на юго-восточных границах Турции. Между обеими сторонами конфликт всё ещё продолжается.
В марте 2018 года Турция произвела очередное вторжение на территорию Ирака под кодовым наименованием «Операция „Щит Тигра“».

#### Операция «Коготь»
26 января 2019 года курдское население разгромило военную базу Турции в иракском городе Шаладзе. Атака проводилась невооружёнными местными жителями, по которым турецкие солдаты открыли огонь на поражение. В ходе нападения курды сожгли два турецких танка, ещё один танк и БМП были захвачены и угнаны.
Весной 2019 года турецкие войска начали очередную операцию против Рабочей партии Курдистана на севере Ирака под кодовым названием «Коготь».

#### Операция «Источник мира»

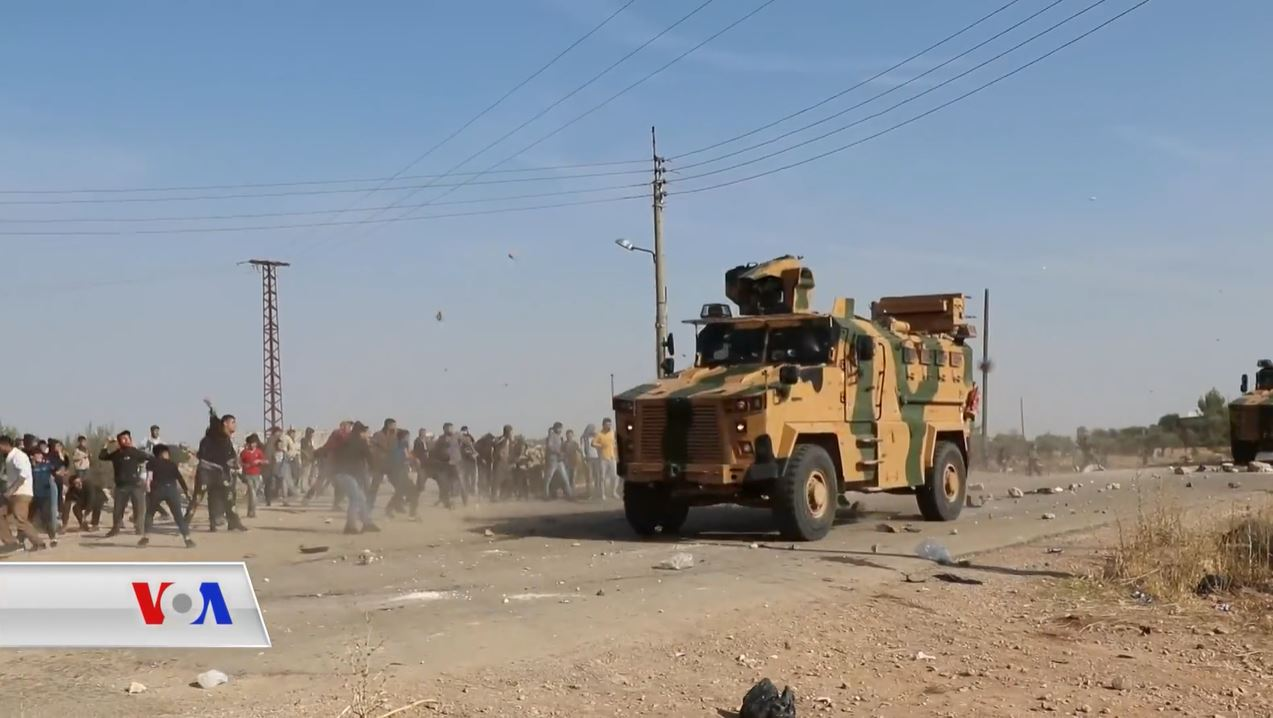
Жители Кобани забрасывают камнями турецкий конвой на севере Сирии

31 августа 2019 года президент Турции Реджеп Тайип Эрдоган объявил, что намерен приступить к реализации собственного плана военной операции к востоку от Евфрата на территории Сирийской Арабской Республики по ликвидации курдских отрядов самообороны, даже если ему не удастся договориться с США, которые продолжают контролировать этот регион. По мнению сирийского правительства, турецко-американские договорённости посягают на суверенитет и территориальную целостность Сирии и нарушают существующее международное право.
9 октября 2019 года Турция начала очередное военное вторжение на территорию Сирии, назвав новый этап эскалации в регионе «Источник мира». 17 октября операция была приостановлена. Потери Турции за время операции составили 7 убитыми, 95 ранеными и несколько бронемашин. Поддерживающая их Сирийская национальная армия потеряла 96 убитыми и 374 ранеными. В других районах Сирии за это время было убито по меньшей мере 2 турецких солдата, потери формирований ССА неизвестны. Потери курдов за это время на всей территории Сирии составили около 300 убитых военных и около 100 мирных жителей.
После этого курды начали ответную кампанию на территории Турции. В ходе ответных атак 19 и 20 октября на территорию Хефтанина, Хаккяри, Агри и Битлиса был убит 21 турецкий солдат, были уничтожены 2 бронемашины и подбит 1 танк. Из-за миномётных и ракетных обстрелов на территории Турции было убито 20 мирных граждан — этнических турок. Поджоги были зафиксированы в Измире и Стамбуле. 22 октября несколько поджогов автомашин произошло в городе Анамур.
25 октября 2019 года в результате взрыва в сирийском городе Тель-Абьяд были убиты 12 наёмников из протурецких сил.
30 октября 2019 года полицейский участок в турецком городе Диярбакыр подвергся налёту курдов, был причинён материальный ущерб.
1 ноября 2019 года курды в официальном заявлении подтвердили за время операции «Источник мира» гибель 412 своих солдат и 73 пленных (с 9 октября по 1 ноября). 2 ноября турецкое издание Daily Sabah заявило, что с начала операции и по этот день было убито 137 бойцов Сирийской национальной армии и неизвестное число попало в плен.

#### Операция «Коготь-Замок»
18 апреля 2022 года турецкая армия начала на севере Ирака операцию «Коготь-Замок» против боевиков РПК. По объектам РПК были нанесены мощные авиаудары. Турецкие военные также вели артиллерийский обстрел вероятного расположения боевиков. Затем на севера Ирака десантировались группы спецназа. Одновременно проводилась операция против РПК на территории Турции в районе Диярбакыр. Власти Ирака заявили, что турецкая операция нарушает суверенитет страны.

#### Операция «Коготь-меч»
13 ноября 2022 года произошёл теракт на одной из пешеходных улиц Стамбула, были убиты 6 человек, ранены как минимум 80. МВД Турции сообщило, что теракт был подготовлен Рабочей партией Курдистана и Партией демократического единства. Рабочая партия Курдистана обвинение опровергла.
В ответ на взрыв турецкие войска развернули в Сирийском Курдистане боевую операцию «Коготь-Меч». По сообщениям столичного издания Yeni Şafak, за неделю боёв было уничтожено 89 объектов, принадлежащих террористам. Убито около 364 курдских боевиков. Согласно данным командования Сирийских демократических сил, погибло по меньшей мере 30 безвинных человек, 15 из которых были мирными гражданами Манбиджа, ещё 15 — солдатами сирийской армии.
В феврале 2023 года сотрудники турецкой разведки провели спецоперацию в районе сирийского приграничного города Эль-Камышлы. Был ликвидирован главный организатор теракта Халиль Менджи. Ранее в рамках расследования задержаны свыше 60 человек, более 20 арестованы по решению суда, в том числе исполнительница теракта.

## Заявление РПК о прекращении борьбы
1 марта 2025 года РПК заявила о прекращении вооруженной борьбы против Турции. Перед этим, 27 февраля 2025 года, находящийся в тюрьме лидер РПК Абдулла Оджалан  заявил, что берет на себя «историческую ответственность» за призыв сложить оружие. Он сказал, что все вооруженные группы должны сложить оружие, а РПК должна самораспуститься, и призвал РПК созвать съезд, чтобы принять решение об интеграции с государством и обществом.

## Потери техники
Потери бронетехники в курдском конфликте Турция никогда не публиковала. По отрывочным данным (они могут быть не полными), с 2014-го по 2019 год курдами на территории Турции было уничтожено около 70 единиц турецкой бронетехники.
Потери бронетехники в другое время а также во время антикурдских операций на территории Ирака и Сирии неизвестны.
Потери авиации известны лучше, они составили десятки самолётов, вертолётов и БПЛА.
Ниже приведён список известных потерь турецкой авиации:
- 1 апреля 1988 года в деревне Мардин курды из РПГ-7 сбили турецкий полицейский вертолёт UH-1 Huey, лётчик погиб[95].
- 1 июля 1992 турецкий истребитель CF-104 Starfighter 182 Filo выполнял разведывательный полёт по поиску опорного пункта курдского ополчения. Турецкий самолёт случайно нарушил границу Ирака, после чего с ним пропала связь и он рухнул у города Бандирма, пилот погиб[95].
- 18 мая 1997 года курды в горном районе Зап пуском одной «Стрелы» сбили турецкий вертолёт AH-1W «Супер Кобра», оба члена экипажа которого погибли[95].
- 4 июня 1997 в районе Хаккари курды одним пуском «Стрелы» сбили турецкий полицейский вертолёт AS-532UL Cougar. Весь экипаж из 3 человек и 8 пассажиров погибли, причём 4 из них были пилотами звена истребителей «Фантом», вылетевших для ознакомления с местом для нанесения удара[95].
- 11 апреля 1998 года возле турецкого н.п. Беста курды сбили турецкий военный вертолёт S-70A «Чёрный Ястреб». Было убито два турецких члена экипажа[96].
- 27 ноября 1998 года в районе Хаккари курды огнём стрелкового оружия сбили турецкий военный вертолёт S-70A «Чёрный Ястреб». Было убито 17 турецких членов экипажа[95][97].
- 5 марта 1999 года в районе Хаккари курды сбили турецкий военный вертолёт S-70A «Чёрный Ястреб». О выживших из 20 членов экипажа на борту неизвестно[98].
- 22 июля 2005 года в районе Хаккари при попытке высадить десант разбился турецкий военный вертолёт S-70A «Чёрный Ястреб». Ранено 6 членов экипажа[99].
- 7 декабря 2006 в районе города Бингол при посадке подорвался на мине турецкий военный вертолёт S-70A «Чёрный Ястреб». 1 из 6 членов экипажа был убит[100].
- 16 октября 2008 года в районе Хаккари разбился турецкий военный вертолёт S-70A «Чёрный Ястреб», перевозивший подкрепление к ведущим перестрелку с курдами вооружённым формированиям. В результате крушения погиб один турецкий солдат, ещё 15 было ранено, включая одного генерала.
- До 2011 года четыре турецких вертолёта AH-1W «Супер-Кобра» были сбиты курдами[101] (включая сбитый в мае 1997 года).
- 29 июня 2012 года курды сбили турецкий беспилотный самолёт Bayraktar Mini IHA
- 10 ноября 2012 года в районе Первари провинции Сиирт во время боевого задания разбился турецкий военный вертолёт S-70A «Чёрный Ястреб». Погибли все 3 пилота и 14 членов спецподразделения[102].
- 10 августа 2015 года в восточном районе провинции Сирнак во время взлёта курдами был обстрелян турецкий военный вертолёт S-70A «Чёрный Ястреб». Из 10 членов экипажа 1 был убит и 7 ранены[103].
- 1 октября 2015 года курды сбили турецкий беспилотный самолёт Bayraktar Mini IHA
- 13 мая 2016 года курды с помощью ПЗРК «Игла» сбили ещё один, пятый по счёту турецкий вертолёт AH-1W «Супер-Кобра», два члена экипажа было убито[104].
- 7 июля 2016 года курды сбили турецкий беспилотный самолёт
- 20 декабря 2016 года при взлёте с аэродрома Диярбакыр разбился турецкий F-16C, пилот катапультировался. Турецкая сторона заявила что не знает что стало причиной потери самолёта. Курды в этот день заявляли о сбитии одного F-16[105].
- 8 июня 2017 года в горном районе Гювенк во время посадки турецкий военный вертолёт S-70A «Чёрный Ястреб» получил попадание из РПГ курдов. Экипаж выжил, однако вертолёт восстановлению не подлежал[106].
- 10 февраля 2018 года возвращавшийся после нарушения сирийского воздушного пространства турецкий боевой вертолёт T-129 ATAK над территорией турецкой провинции Хатай был сбит курдами. Два члена экипажа было убито[107].
- 12 февраля 2018 года возле сирийского города Африн курды сбили турецкий беспилотный самолёт[108].
- 2 октября 2018 года курды сбили турецкий беспилотный самолёт
- 15 мая 2019 года курды сбили турецкий беспилотный самолёт Bayraktar TB2.
- 17 октября 2019 года на территории Сирии курды сбили турецкий военный вертолёт S-70A «Чёрный Ястреб»

## Международная реакция
Я неотступно слежу за судьбой курдского народа. Я видела, в каких невыносимых условиях живёт этот гонимый народ. Под прикрытием борьбы с терроризмом турецкая армия проводит настоящий государственный террор в регионе. Но мой голос остаётся гласом вопиющего в пустыне.
— Жена президента Франции Франсуа Миттерана, Даниэль Миттеран